# 1494 w literaturze
Wydarzenia literackie w 1494 roku.

## Zmarli
- Matteo Maria Boiardo, włoski poeta (ur. 1441)
- Giovanni Pico della Mirandola, włoski humanista (ur. 1463)
- Angelo Poliziano, włoski poeta (ur. 1454)
- Giovanni Santi, włoski malarz i poeta (ur. ok. 1440)